# Kevin Shirley
Kevin Shirley (* 29. června 1960 Johannesburg, Jihoafrická republika) je hudební producent. Od roku 1999 produkoval několik alb britské skupiny Iron Maiden; jde o alba Brave New World (2000), Dance of Death (2003), A Matter of Life and Death (2006), The Final Frontier (2010), The Book of Souls (2015) a Senjutsu (2021). Mimo to spolupracoval například s hudebníky, jako jsou Journey (Eclipse, 2011), Joe Bonamassa (Driving Towards the Daylight, 2012; a Different Shades Of Blue, 2014), Europe (Bag of Bones, 2012) nebo Black Star Riders (All Hell Breaks Loose, 2013). Rovněž byl producentem všech tří alb skupiny Black Country Communion: Black Country (2010), 2 (2011) a Afterglow (2012).
Na některých albech se rovněž podílel na mixer (Metropolis Pt. 2: Scenes from a Memory skupiny Dream Theater či British Lion vedlejší projekt baskytaristy Iron Maiden Stevea Harrise).